# Amaurochrous vanduzeei
Amaurochrous vanduzeei är en insektsart som beskrevs av Barber och Sailer 1953. Amaurochrous vanduzeei ingår i släktet Amaurochrous och familjen bärfisar. Inga underarter finns listade i Catalogue of Life.